# Ключевская группа вулканов

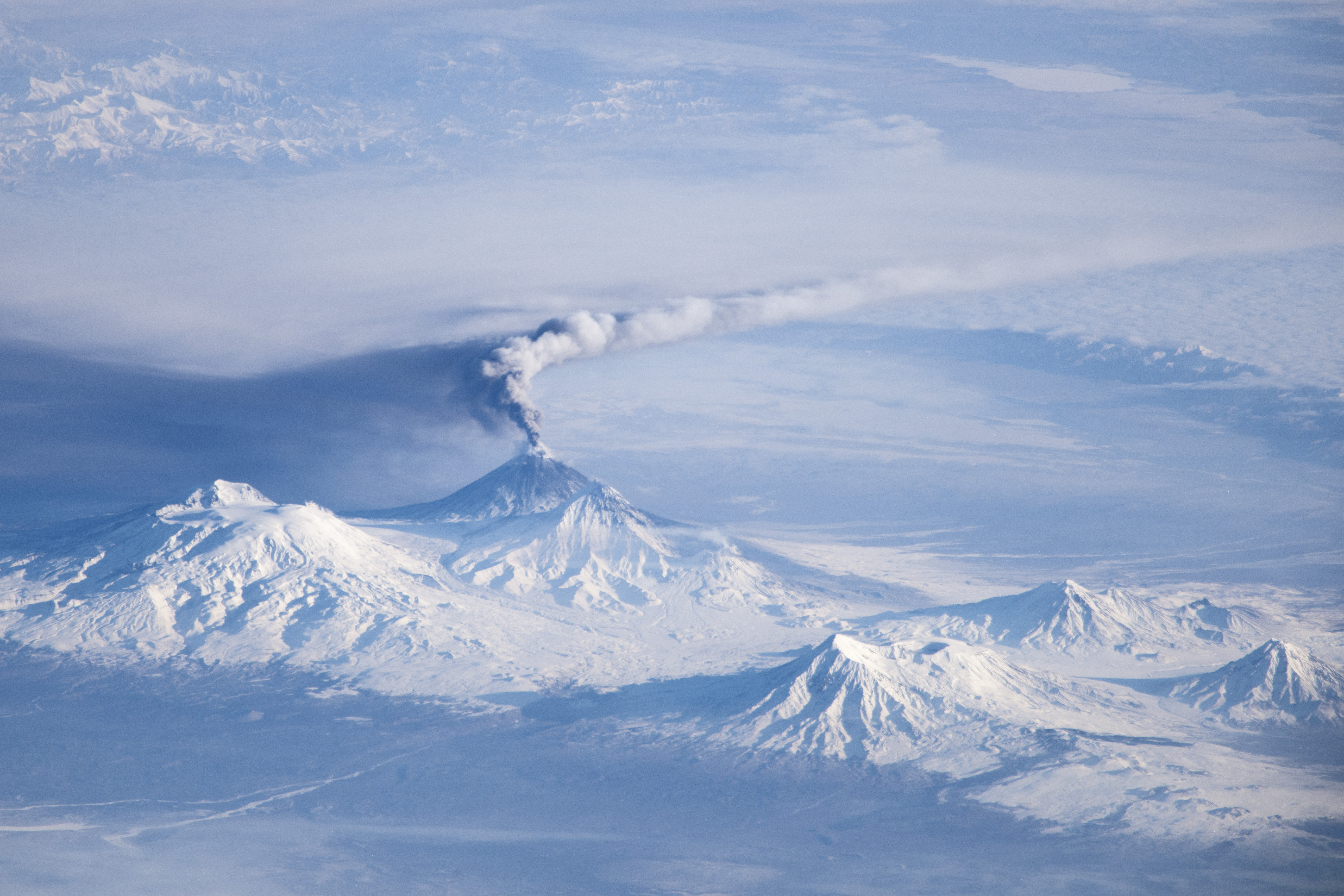
Извержение Ключевской сопки. Также видны (слева направо): вулканы Ушковский, Безымянный (с небольшим извержением, в центре), Толбачик, Зимина, и Большая Удина.

Ключевская группа вулканов — вулканический район, расположенный в Центрально-Камчатской вулканотектонической депрессии на полуострове Камчатка.

## Общая информация

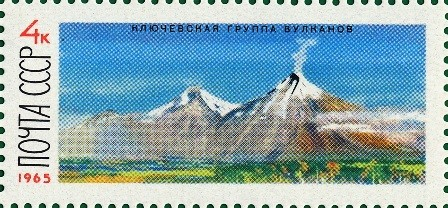
Почтовая марка СССР. 1965. Действующие вулканы Камчатки. Ключевская сопка. Номер в каталоге ЦФА 3276

Крупнейшая группа вулканов в России, занимаемая ею площадь составляет 6,5 тыс. км². Находится в центральной части полуострова Камчатка в нижнем течении реки Камчатки, на её повороте в восточном направлении, в истоках рек Правого и Левого Толбачика, Сухой Хапицы, Студеной.
Эта группа вулканов расположена на стыке Курило-Камчатского и Алеутского вулканических поясов. Её возраст учёными оценивается в несколько сотен тысяч лет.
Всего вулканов в группе 13, и она состоит из четырёх действующих вулканов — Безымянного, Дальнего Плоского, Ключевского и Плоского Толбачика и 9 потухших — Камня, Ближнего Плоского, Среднего, Острого Толбачика, Острой Зиминой, Овальной Зиминой, Горного Зуба, Большой Удины и Малой Удины. Кроме того, на площади ключевской группы имеется около 400 более мелких вулканических образований типа лавовых и шлаковых конусов, экструзивных куполов.